# Lothringische Eisenbahn-AG
Die Lothringische Eisenbahn AG betrieb elektrische Neben- und Kleinbahnen im ehemaligen Reichsland Elsaß-Lothringen.
Als die Eisenbahn-Bau- und Betriebsgesellschaft Vering & Waechter GmbH & Co. KG zu Beginn des 20. Jahrhunderts den Auftrag erhielt, im Fentschtal rund um die Industriestadt Diedenhofen (Thionville) ein Netz von elektrischen Kleinbahnen zu errichten, gründete sie zusammen mit der Berliner Eisenbahnbau-Gesellschaft Becker & Co. GmbH  am 3. November 1910 die Lothringische Eisenbahn-AG mit Sitz in Diedenhofen.
Diese eröffnete 
- am 8. Mai 1912 die Straßenbahn Diedenhofen und Fentschtalbahn (29,3 Kilometer, Meterspur) und
- am 28. Dezember 1912 die Elektrische Bahn Novéant–Gorze (8 Kilometer, Normalspur).

Nach dem Ende des Ersten Weltkriegs wurde die Gesellschaft am 1. Februar 1919 unter Zwangsverwaltung des französischen Staates gestellt. Da die Bahnen im ehemaligen Bezirk Lothringen dauerhaft verloren waren, beschloss die Gesellschaft zehn Jahre später ihre Liquidation.